# Partido Popular de Antigua
El Partido Popular de Antigua (en inglés: Antigua People's Party), abreviado como APP, fue un partido político que existió en Antigua y Barbuda entre 1969 y 1971. Fue liderado durante toda su existencia por Rowan Henry. Se fundó como una escisión del recién fundado Movimiento Laborista Progresista, como consecuencia de una lucha de liderazgos con George Walter (líder del PLM), y el rechazo de Henry a que el partido estuviera influenciado por los sindicatos.
El APP presentó catorce candidatos en las elecciones generales de 1971, obteniendo 595 votos (3,52% del total) y fracasando en acceder a la Cámara de Representantes. Su mejor resultado fue en St. John's City East, donde el propio Rowan Henry logró el 13,46% de los votos y fue el único candidato del partido que obtuvo los suficientes votos para retener su depósito electoral. El APP había sido acusado por el PLM de ser buscar dividir el voto a favor del gobernante Partido Laborista de Antigua (ALP) y, aunque Henry negó esto, el APP terminó fusionándose con el ALP más tarde ese año.